# Tolijaisi
Tolijaisi (nep. तोलीजैसी) – gaun wikas samiti w zachodniej części Nepalu w strefie Bheri w dystrykcie Dailekh. Według nepalskiego spisu powszechnego z 2011 roku liczył on 1083 gospodarstwa domowe i 6295 mieszkańców (3170 kobiet i 3125 mężczyzn).